# Anouschka
«Anouschka» es una canción compuesta por Hans Blum e interpretada en alemán por Inge Brück. Se lanzó como sencillo en abril de 1967 mediante Ariola. Fue elegida para representar a Alemania en el Festival de la Canción de Eurovisión de 1967 mediante la elección interna de la emisora alemana NDR.

## Festival de la Canción de Eurovisión 1967
Esta canción fue la representación alemana en el Festival de Eurovisión 1967. La orquesta fue dirigida por Hans Blum, compositor de la canción.
La canción fue interpretada 9ª en la noche del 8 de abril de 1967 por Inge Brück, precedida por Finlandia con Fredi interpretando «Varjoon – suojaan» y seguida por Bélgica con Louis Neefs interpretando «Ik heb zorgen». Al final de las votaciones, la canción había recibido 7 puntos, y quedó en octavo puesto de un total de 17 empatando con Suecia y Yugoslavia.
Fue sucedida como representación alemana en el Festival de 1968 por Wencke Myhre con «Ein Hoch der Liebe».

## Letra
La canción es una balada. En esta, la intérprete le explica a su amiga («pequeña Anouschka») que «él» —supuestamente su amante— volverá a ella pronto, y que no debe llorar.

## Formatos
| Alemania, España y Suecia - Disco de vinilo 7" |                  |          |  |
| N.º                                            | Título           | Duración |  |
| 1.                                             | «Anouschka»      | 2:04     |  |
| 2.                                             | «In dieser Welt» | 3:00     |  |

| Francia - EP |                                       |          |  |
| N.º          | Título                                | Duración |  |
| 1.           | «Anouschka»                           | 2:04     |  |
| 2.           | «Il faut de tout pour faire un monde» |          |  |
| 3.           | «Il y a du bleu (Matthew And Son)»    |          |  |
| 4.           | «Dans ce train qui s'en va»           |          |  |

| Francia - Disco de vinilo 7", promo |                                       |          |  |
| N.º                                 | Título                                | Duración |  |
| 1.                                  | «Anouschka»                           | 2:04     |  |
| 2.                                  | «Il faut de tout pour faire un monde» |          |  |

## Créditos
- Inge Brück: voz
- Hans Blum: composición, letra
- Orchester Hans Hammerschmid: instrumentación, orquesta
- Ariola Records: compañía discográfica

Fuente:

## Historial de lanzamiento
| Región   | Fecha         | Formato                   | Discográfica    | Ref.        |
| -------- | ------------- | ------------------------- | --------------- | ----------- |
| Alemania | Abril de 1967 | Disco de vinilo 7", mono  | Ariola Records  | [ 2 ] [ 1 ] |
| Francia  | Abril de 1967 | EP                        | Philips Records | [ 14 ]      |
| Francia  | Abril de 1967 | Disco de vinilo 7", promo | Philips Records | [ 15 ]      |
| España   | 1967          | Disco de vinilo 7"        | Discos Belter   | [ 11 ]      |
| España   | 1967          | Disco de vinilo 7"        | Discos Belter   | [ 12 ]      |
| Suecia   | 1967          | Disco de vinilo 7"        | Sonet Records   | [ 13 ]      |